# Charles Palissot de Montenoy

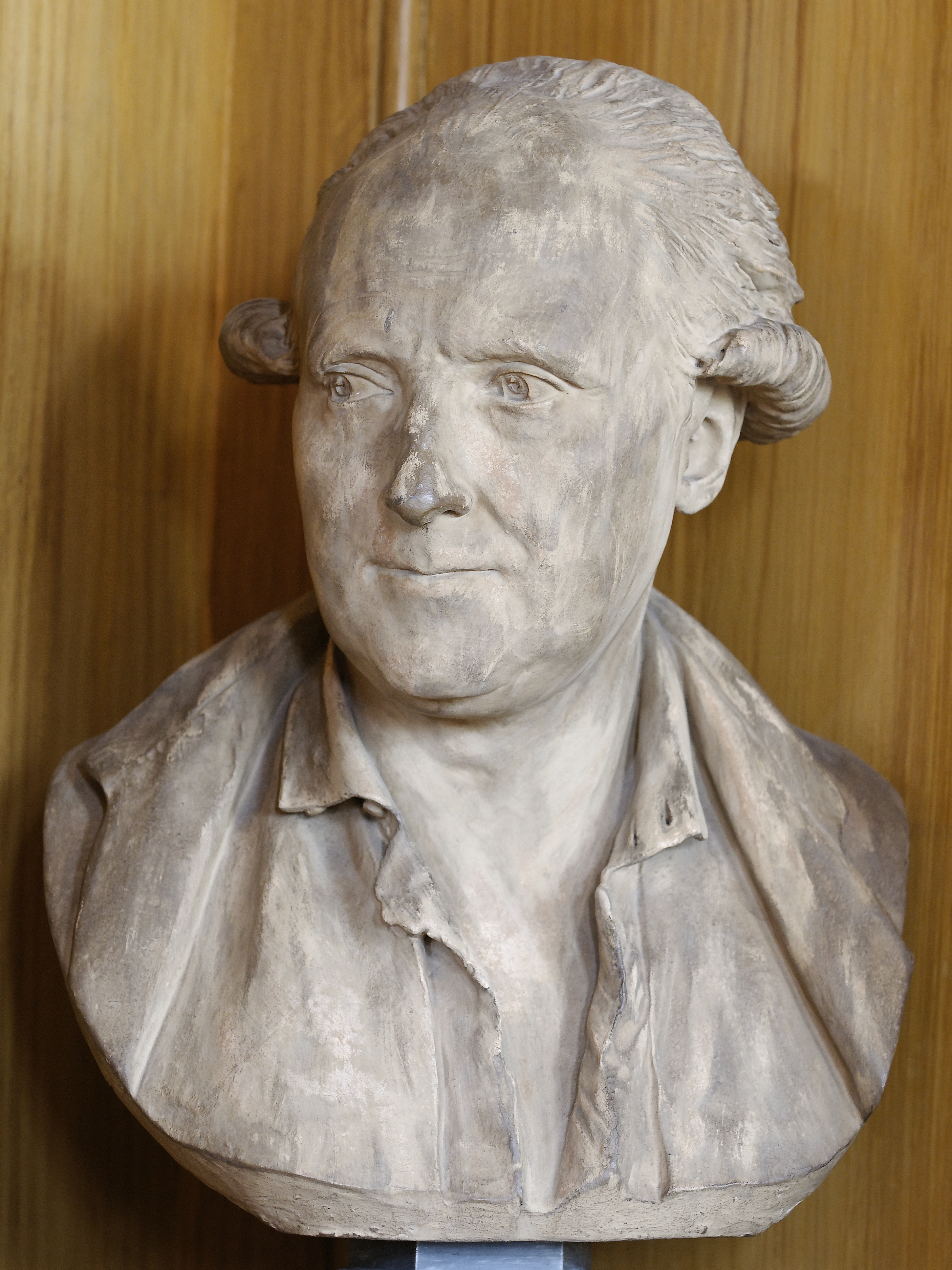
Busto di Charles Palissot de Montenoy, scultura di Jean-Antoine Houdon, Biblioteca Mazarino, Parigi

Charles Palissot de Montenoy (Nancy, 3 gennaio 1730 – Parigi, 15 giugno 1814) è stato un drammaturgo e editore francese.

## Biografia
Discepolo e ammiratore di Voltaire, Charles Palissot de Montenoy era figlio dell'avvocato Hubert Palissot e di una donna austriaca. Fu allevato nel Collegio dei gesuiti di Nancy e si laureò in filosofia, ad appena dodici anni,  all'Università di Pont-à-Mousson. A Parigi seguì corsi di filosofia e di diritto. Amava il teatro, in particolare quello che andava in scena alla Comédie Française e scrisse due drammi: Pharaon (1748), che non fu rappresentato, e Zarès (1751) che al contrario andò in scena. A 18 anni si sposò.
Dalle lettere che dal 1750 al 1754 egli scrisse a Claude-Pierre Patu sappiamo che conobbe Marmontel, che fu introdotto in ambienti aristocratici -  frequentò infatti la duchessa de Luxembourg e il conte de Stainville - e che conobbe attrici, tra cui Clairon e Quinault e la cantante Rosalie Levasseur.
I suoi versi classicheggianti, un opuscolo di lodi a Montesquieu e a Voltaire, il suo teatro attirarono l'attenzione di Stanislao Leszczyński - ex re di Polonia e divenuto duca di Lorena e di Bar - che nel 1753 lo ammise all'Académie royale des sciences et belles lettres de Nancy, una istituzione da lui creata al fine di diffondere la conoscenza della lingua e della letteratura francese, in un territorio dove si parlava prevalentemente il tedesco.
La Comédie-Française mise in scena, nel 1754, la commedia di Palissot Le Tuteur. Egli poi scrisse una pièce a soggetto orientale: Le Barbier de Bagdad. Riconosciuto come autore teatrale di successo, si cimentò anche nella composizione di poemetti che ridicolizzavano personaggi in vista a Corte. Ebbe incarichi all'azienda dei tabacchi di Avignone (1756) e nel 1805 fu nominato amministratore e direttore perpetuo della Biblioteca Mazzarino. Acquistò ad Argenteuil una ricca proprietà, dove fece edificare un teatro privato.
Nel 1755, all'inaugurazione di un monumento in onore di Luigi XV di Francia, a Nancy, alla presenza del duca di Lorena, egli presentò una pièce, Le Cercle ou les Originaux, con una sfilata di figure ridicules, tra cui un Philosophe che rappresentava Jean-Jacques Rousseau - che camminava a quattro zampe e si cibava d'insalata - e una caricatura di Voltaire. Lo spettacolo provocò l'indignazione di Jean d'Alembert e del conte di Tressan. Stanislao Leszczyński fu costretto a censurare l'incauto autore, che ebbe tuttavia le difese da parte dello stesso Jean-Jacques Rousseau.
Palissot pubblicò un testo ironico, sarcastico: Petites lettres sur de grands philosophes (1757) e si caratterizzò come fiero oppositore del gruppo di intellettuali che orbitavano intorno all'Encyclopédie. Si era formato una sorta di partito dei Filosofi che indicava globalmente, nella Francia del Secolo dei Lumi, un ristretto gruppo di intellettuali che collaboravano e si riconoscevano nell'opera di Diderot. Dai sarcasmi di Pallissot si salvò a malapena Voltaire. Palissot non si dava per vinto; scrisse altre due pièces - Le Satirique ou l'Homme dangereux (1770) e Les Courtisanes - che non furono tuttavia rappresentate: la prima perché conteneva una serie di intrighi poco intellegibili per il pubblico e la seconda perché offendeva la religione e fu quindi censurata.
Palissot nel 1778 pubblicò un Éloge de Voltaire, in ditirambi; poi curò una edizione delle opere di Voltaire (1792-1798). Come editore, curò anche la pubblicazione di opere di Boileau e di Corneille. Nel 1806 pubblicò Génie de Voltaire, in cui raccolse suoi commenti sul grande scrittore.
Nel 1782 la Comédie Française mise in scena quattro sue pièces, tra cui Les Philosophes, ma in una versione emendata. Ebbe la stima di Marie-Joseph Chénier. Pronunciò un feroce discorso contro la religione, al Club dei Giacobini, allarmando perfino Robespierre.
Fu sepolto a Parigi, al cimitero di Père-Lachaise.

## Opere

### Opere singole
- Pharaon, tragedia in versi, in 5 atti, non rappresentata, 1748.
- Zarès (o Ninus second), tragedia in versi, in 5 atti, rappresentata alla Comédie Française, 3 giugno 1751.
- Histoire des rois de Rome, 1753-1756.
- Le Cercle ou Les Originaux, commedia, rappresentata al teatro di Nancy, 26 novembre 1755.
- Petites lettres sur de grands philosophes, 1757.
- Le Barbier de Bagdad, commedia, rappresentata ad Argenteuil, 1758.
- Les Philosophes, commedia in versi, in 3 atti, rappresentata alla Comédie Française,  2 maggio 1760.
- Les Nouveaux Ménechmes, commedia in versi, in 5 atti, 1762 (nota anche come Le Rival par ressemblance , Clerval et Cléon  e Les Méprises).
- La Dunciade française ou la Guerre des sots, poema satirico in 3 canti (poi in 10 canti), 1764.
- Le Satirique ou l'Homme dangereux, commedia in versi, in 3 atti, rappresentata ad Argenteuil, 1770.
- Les Courtisanes ou l'École des mœurs, commedia in versi, in 3 atti, 1775.
- Éloge de Voltaire, 1778.
- Mémoires pour servir à l’histoire de la littérature depuis François Ier jusqu'à nos jours, 1771, 2 vol.
- Questions importantes sur quelques opinions religieuses, 1791.
- Le Génie de Voltaire apprécié dans tous ses ouvrages, 1806.

### Opere pubblicate
- (FR) Oeuvres de M. Palissot, nouvelle édition considérablement augmentée, enrichie de figures. 6 vol., Liège, chez Clément Plomteux, imprimeur de Messeigneurs les Etats, 1777, SBN TO0E135515.